# کاجیکاوا یوریترو
کاجیکاوا یوریترو، کاجیکاوا یوسوبی (به ژاپنی: 梶川 頼照 Kajikawa Yoriteru); ۱ ژانویهٔ ۱۶۴۷ – ۷ سپتامبر ۱۷۲۳) سامورایی در دوره ادو در خدمت شوگون سالاری توکوگاوا اهل ژاپن بود. او وظیفه محافظ را در قلعه ادو داشت.
در سال ۱۷۰۱، وی شاهد حمله آسانو ناگانوری به کیرا یوشیناکا بود و او آسانو را دستگیر کرد. این اقدام مهم ارزیابی شد و حقوق سالانه وی به ۱۲۰۰ ککو افزایش یافت. وی بعداً جزئیات ماجرا را در «خاطرات کاجیکاوا یوسوبی» توصیف کرد (梶川与惣兵衛, Kajikawa Yosōbei nikki).